# Nereis atlantica
Nereis atlantica är en ringmaskart som beskrevs av McIntosh 1885. Nereis atlantica ingår i släktet Nereis och familjen Nereididae. Inga underarter finns listade i Catalogue of Life.